# Willa Weneda
Willa Weneda – zabytkowa willa w Gdyni. Mieści się w Orłowie przy ul. Przebendowskich 1.
Została zbudowana w latach 1927–1929. Od 1982 widnieje w rejestrze zabytków.